# ロッド・シェイトマン
ロッド・シェヒトマン（Rod Schejtman）は、アルゼンチン系アメリカ人の交響曲作曲家、ピアニスト、エンジニア、教育者である。彼はThe Piano Encyclopediaの創設者であり、即興演奏、作曲、聴覚訓練を教える方法論を開発したこと、そしてクラシック交響形式を映画音楽の表現と統合したことで知られている。

## 経歴
2005年、シェヒトマンはThe Piano Encyclopediaを創設し、ピアノ教育のためのグローバルなデジタルプラットフォームを確立した。また、The Logic Behind Musicというシステムを導入し、先天的才能の神話を解体し、記憶に頼らず論理的分析を通じて誰でも即興演奏、作曲、耳コピー演奏ができるようにした。
彼の方法論は、75か国で25万人以上の学生に届いている。
2023年、32か国以上、60以上の機関（Steinway & Sons、Bechstein、ニューヨーク・フィルハーモニーなど）を含む2年間の選考プロセスを経て、シェヒトマンはウィーンで開催されたWorldVision Composers Contestでグローバル・ラウレアート（世界優勝者）の称号を授与された。このイベントは「クラシック音楽ワールドカップ」として広く知られている。競技中、彼は大規模な交響作品3作を作曲し、その楽曲Luce Nell’Oscuritàはウィーンでの授賞式後、アルゼンチン国内でラジオ・ナシオナルにより放送された。このイベントと受賞は主要メディアで報道された。
シェヒトマンは国際的に演奏しており、ローマのMusilosophyフェスティバルやバルセロナのプラサ・カタルーニャでも演奏した。
彼の作品はRadio FM 104.5やAntena 3 TVで放送され、外交的聴衆向けのコンサートでも演奏された。
2024年、シェヒトマンはラロ・シフリン（『ミッション:インポッシブル』テーマ作曲者、グラミー賞6回受賞、名誉オスカー受賞者）により、アルゼンチンに捧げる交響曲「Viva la Libertad (Long Live Freedom)」の共作者に選ばれた。初演はブエノスアイレスで行われ、エマニュエル・シファート指揮の国立交響楽団によって演奏された。シェヒトマンとシフリンの共作は、国内の公共テレビとラジオで放送された。
「Viva la Libertad」は後にアルゼンチン政府により文化的関心作品に指定された。この作品とメッセージは国内外で広く報道された。
「Viva la Libertad」 (Long Live Freedom)のワールドツアーにはロサンゼルス、パリなどの都市での公演が含まれ、ツアープログラムにはウィーンで受賞したシェヒトマンの作品も含まれる。
2025年、シェヒトマンはバッハ協会の対応会員に選ばれ、1917年の設立以来、1世紀以上で初めてアルゼンチン人としてこの栄誉を受けた。理事会の全会一致による選出で、「卓越した音楽家、ピアニスト、作曲家としての資質」を認め、「アメリカにおける現代学術世界の重要な人物」として評価された。

## 受賞歴
- WorldVision Composers Contest – グローバルラウレアート / 世界チャンピオン (ウィーン, 2023)[4][6]
- 文化的関心作品, アルゼンチン共和国政府 (2025)[16][17]
- 対応会員, バッハ協会 (2025)[15]